# Stile delle capre selvatiche

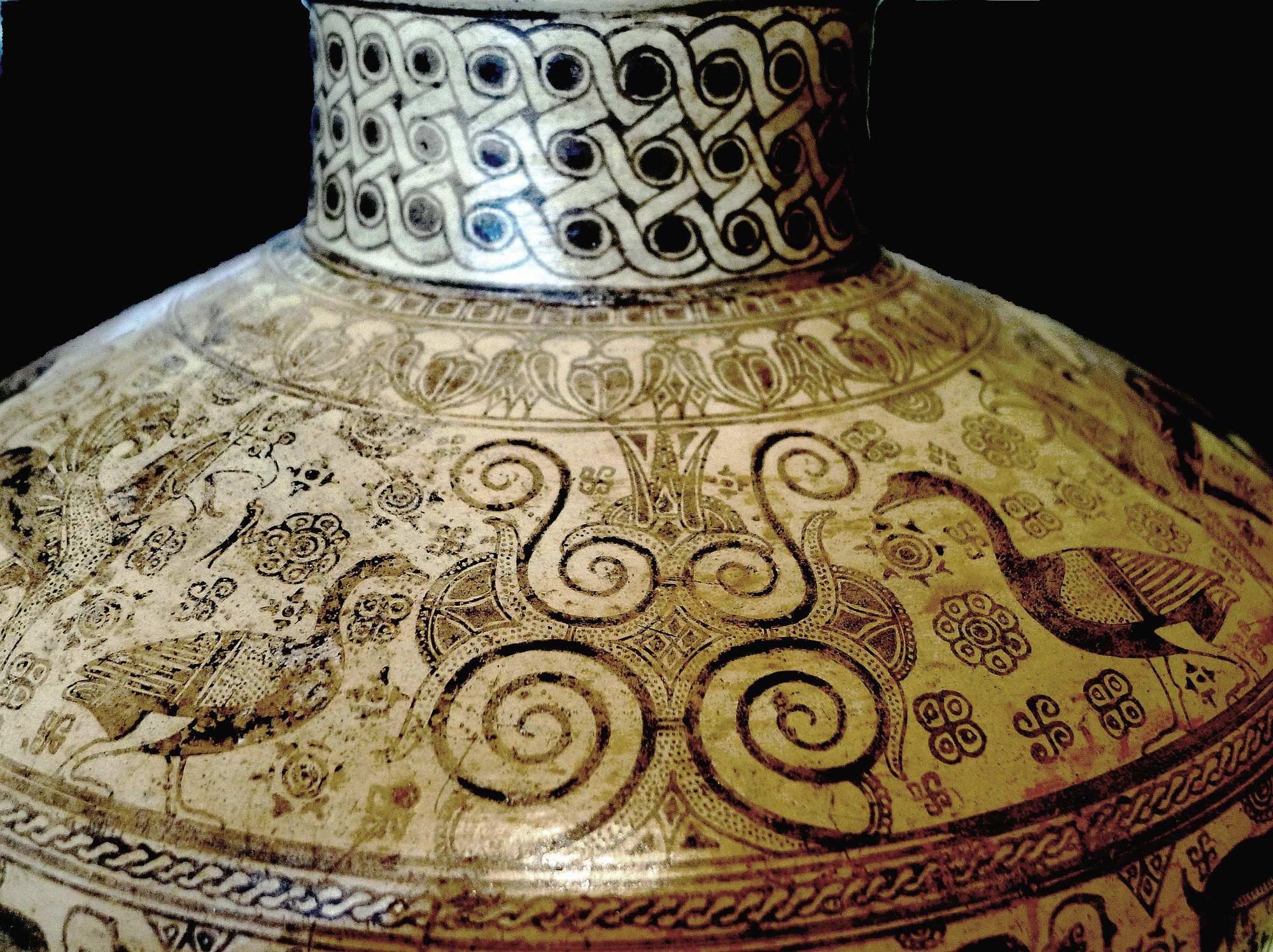
Oinochoe, Stile delle capre selvatiche, detta la Marsigliese o Oinochoe Levy, tardo VII secolo a.C. Parigi, Louvre E658 (dettaglio).

Lo stile delle capre selvatiche (Wild Goat Style) è il nome assegnato ad uno stile regionale della ceramica greca, così denominato per via dell'animale comunemente rappresentato sui prodotti appartenenti a questa classe. Nato poco prima della metà del VII secolo a.C. nella Ionia meridionale, forse a Mileto, che l'analisi dell'argilla indica come il più importante centro esportatore dei prodotti ceramici del luogo nell'ultimo quarto del secolo, il Wild Goat è stato per circa un secolo lo stile principale della fase orientalizzante della Grecia orientale dove si è diffuso in modo uniforme benché in fasi differenti.

## Classificazione e descrizione
Una prima suddivisione è stata effettuata tra la produzione della zona meridionale e quella settentrionale della Ionia, quest'ultima intesa come la zona continentale presso la penisola di Mimas. La fase antica e il periodo medio dello stile (entro il quale si distinguono una fase iniziale I e una fase finale II) sono localizzati nel sud della Ionia; il periodo recente è di produzione settentrionale. Dalla Ionia settentrionale si escludono Chio, che ha una produzione autonoma (→ Ceramica chiota) ed Eritre che ne è stilisticamente dipendente. Un secondo sistema usato prevalentemente in Germania divide la classe in tre gruppi che corrispondono all'incirca al periodo medio (Kameiros), ai piatti della regione dorica (Euphorbo) e al periodo recente (Vlasto).
L'argilla ha una grana meno fine rispetto a quella impiegata nel precedente periodo geometrico, essa dà luogo ad una terracotta tipicamente marrone e tendente al rosa; la superficie è coperta da una ingubbiatura pallida che può essere omessa nel periodo recente. La pittura è marrone scuro e può virare al rosso. I ritocchi porpora sono comuni a partire dal medio II mentre il bianco è più usato nel periodo recente, quando è più frequente la tendenza ad una decorazione policroma. I soggetti sono prevalentemente fregi con animali dipinti a silhouette, linea di contorno e a risparmio, con intenti esclusivamente decorativi.
Il Wild Goat Style è stato esportato prevalentemente a est (Siria, Naucrati); alcuni esemplari sono stati trovati in Sicilia e nel sud della Francia; rari i ritrovamenti nell'entroterra greco e in Etruria, maggiori nelle Cicladi dove lo stile ha influito nella produzione delle anfore melie.

## Ionia meridionale

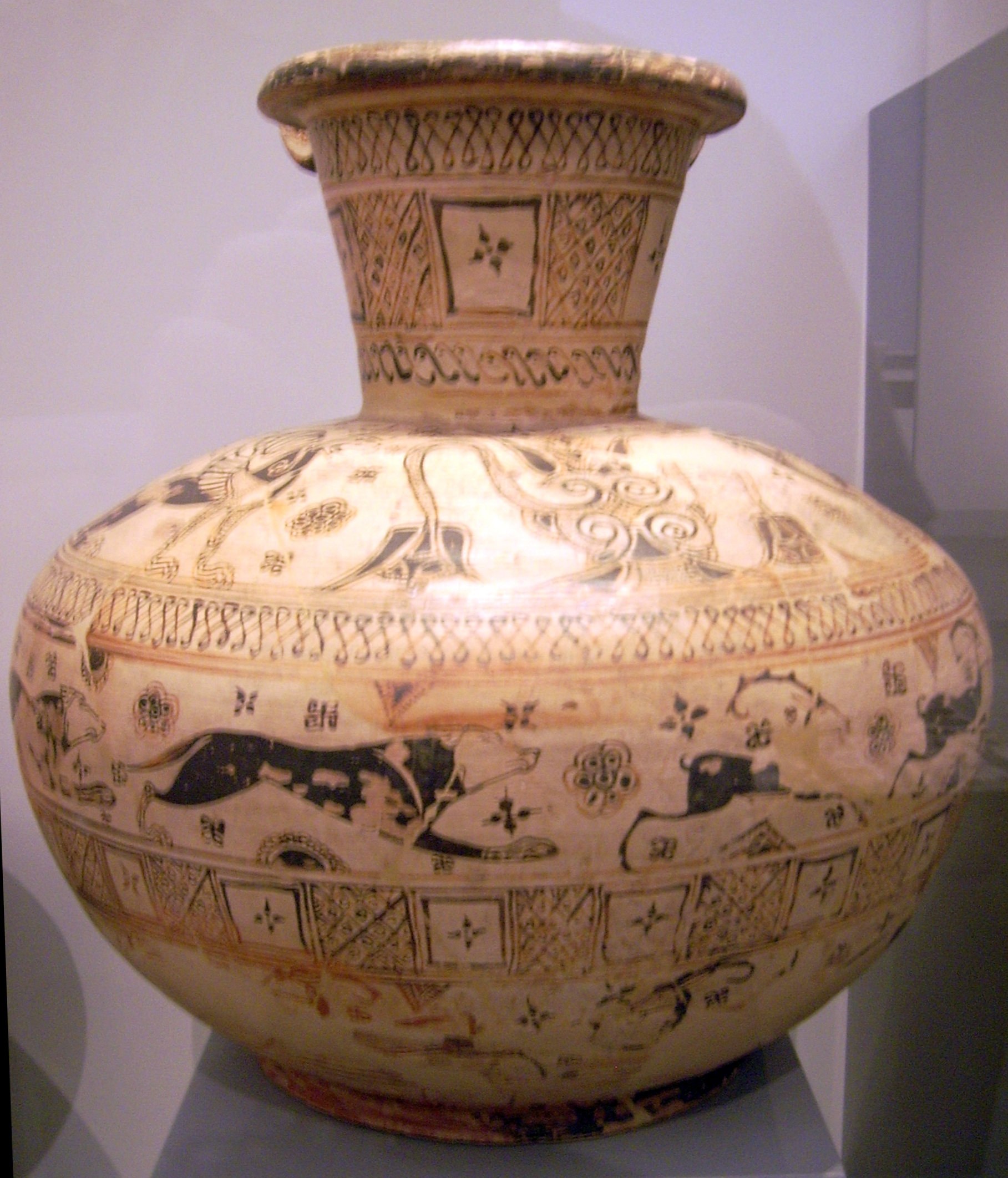
Oinochoe, Stile delle capre selvatiche (medio I), 630 a.C. circa, Berlino, Antikensammlung F295.

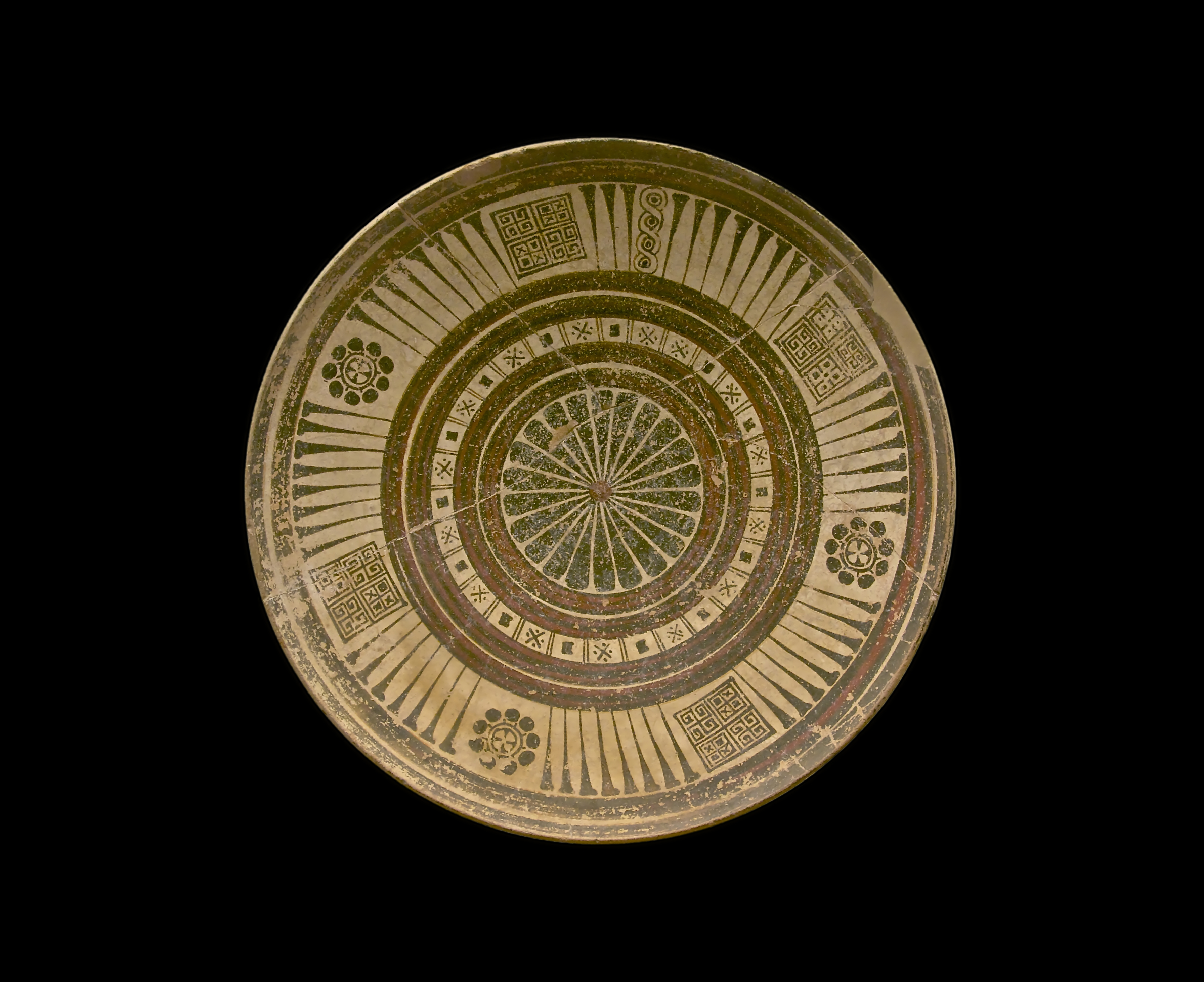
Piatto, Wild Goat Style, medio II.

La fase antica ebbe breve durata e può essersi concentrata nel primo decennio della seconda metà del VII secolo a.C.  Le forme, l'oinochoe e il cratere, derivavano dal subgeometrico contemporaneo.
Il periodo medio viene suddiviso in una fase I e una fase II con il momento di cesura posto intorno al 625 a.C. quando la decorazione inizia ad essere fissata in formule stereotipate, che utilizzano un limitato repertorio faunistico il quale, come accade anche nella ceramica corinzia, tende ad assumere forme ingrandite e allungate,  atte a riempire velocemente la superficie del vaso. La stessa evoluzione informa il fiore di loto, piccolo e delicato all'inizio e più grande nella fase finale del medio periodo. Le fasce con decorazione secondaria diminuiscono e sono sostituite da semplici strisce colorate, prive di ornamentazione.
Tra le forme vascolari, la oinochoe a corpo globulare schiacciato, collo lungo e imboccatura tonda, di tradizione geometrica, prevalente nel medio I, tende ad essere sostituita da una oinochoe a labbro trilobato e corpo slanciato. Verso la fine del medio II appare una varietà più schiacciata con decorazione a pannello sulla spalla e fasce dipinte sul corpo. Tipico del medio II è anche il piatto rialzato, con decorazione centrale fitomorfa circondata da fasce color porpora e da meandri, con il bordo decorato da raggi invertiti alternati a pannelli che inquadrano rosette, altri semplici motivi e protomi animali. Contemporanei del piatto rialzato, ma senza decorazione figurata, sono altri piatti con piede ad anello. Altre forme comuni sono il cratere e il dinos. Le anfore sono rare, sostituite, come nella ceramica corinzia contemporanea, dall'oinochoe; anche le coppe sonno rare, forse a causa delle argille grossolane poco adatte allo scopo.
Per la ceramica del medio II non si conoscono contesti databili posteriormente al 600 a.C. e i ritrovamenti nelle colonie del Mar Nero suggeriscono che anche l'importazione finisca in questo periodo. Esistono tuttavia alcune indicazioni che un tipo degenerato dello stile medio sia sopravvissuto a Mileto (un ipotetico medio III).

## Ionia settentrionale
Lo stile recente inizia poco prima del 600 a.C. nel nord della Ionia, dove i principali centri di produzione sono stati localizzati a Clazomene, Teo e Smirne. Se lo stile del periodo medio non aveva subito grandi influenze da parte della ceramica corinzia, benché ampiamente importata, lo stile recente si presenta come una diretta imitazione delle figure nere corinzie, nella fauna come nella decorazione secondaria. L'importanza assegnata alla nuova tecnica risulta dai vasi più impegnativi, dove le figure nere vengono applicate per la decorazione sulla spalla e sul collo, mentre la tradizionale pittura a risparmio viene relegata alle fasce delle parti inferiori del vaso.
Le forme più comuni differiscono da quelle dello stile medio della Ionia meridionale, benché non sia chiaro se si tratti di forme nuove o di evoluzioni di forme già presenti localmente. L'oinochoe condivide la sua popolarità con l'anfora che ha una struttura simile. Altre forme comuni sono i crateri (inclusi i crateri a colonnette), i dinoi e i piatti con piede o senza.
Lo stile a risparmio risulta indipendente e poco influenzato dal contemporaneo stile a figure nere. Vi si introducono nuovi schemi figurativi, come le capre retrospicienti, e le catene di fiori di loto cedono il posto a nuovi ornamenti continui. Il disegno ha tratti rapidi e si fa uso abbondante del porpora; l'ornamento di riempimento tende a diminuire verso la fine del periodo. Col tempo anche i fregi animali diminuiscono finché, nel secondo quarto del VI a.C., la decorazione tenderà ad impiegare solo ornamenti floreali.
Le figure nere di imitazione corinzia non vedranno alcuno sviluppo e tenderanno presto ad inglobare gli ornamenti tipici dello stile a risparmio. Si introduce il libero uso del porpora e, verso la metà del VI secolo a.C., l'aggiunta di dettagli in bianco; allo stesso tempo si introducono le figure umane dando vita ad una tipologia dalla quale discende la ceramica clazomenia.
Convenzionalmente lo stile recente del Wild Goat viene fatto terminare intorno alla metà del VI a.C.; in seguito lo si troverà impiegato nella decorazione dei sarcofagi clazomeni.

## Eolide
La ceramica più conosciuta dell'Eolide è quella trovata nel santuario di Larisa (Buruncuk), una città minore nell'entroterra, dove le forme più diffuse sono lo skyphos-krater e l'oinochoe a labbro trilobato. La caratteristica tecnica di questa produzione è l'impiego contemporaneo di due pitture brillanti, marrone scuro e rosso, insieme ai ritocchi porpora. L'ingubbiatura è color crema. Anche qui vi è compresenza di tecnica a risparmio e figure nere di derivazione corinzia, ma ha carattere eccezionale e non sistematico, inoltre non vi si trova l'ordine di precedenza riscontrato nel nord della Ionia. La mancanza di esemplari simili fuori Larisa porta a ritenerli prodotti localmente. Un altro luogo di ritrovamenti è la necropoli di Pitane (Çandarli), che ha restituito prevalentemente anfore il cui stile potrebbe essere una derivazione del gruppo di Larisa.
In Eolide ebbe particolare importanza il cosiddetto "gruppo del dinos di Londra", una scuola fiorita nel primo quarto del VI secolo a.C. che ebbe un buon successo commerciale e che fu esportata a Naucrati e sul Mar Nero; il gruppo era basato generalmente sul medio II delle capre selvatiche, con un pesante ornamento secondario, ma aveva ereditato anche qualcosa dei fregi animalistici tipici dello stile a risparmio della Ionia settentrionale.

## Altre scuole minori

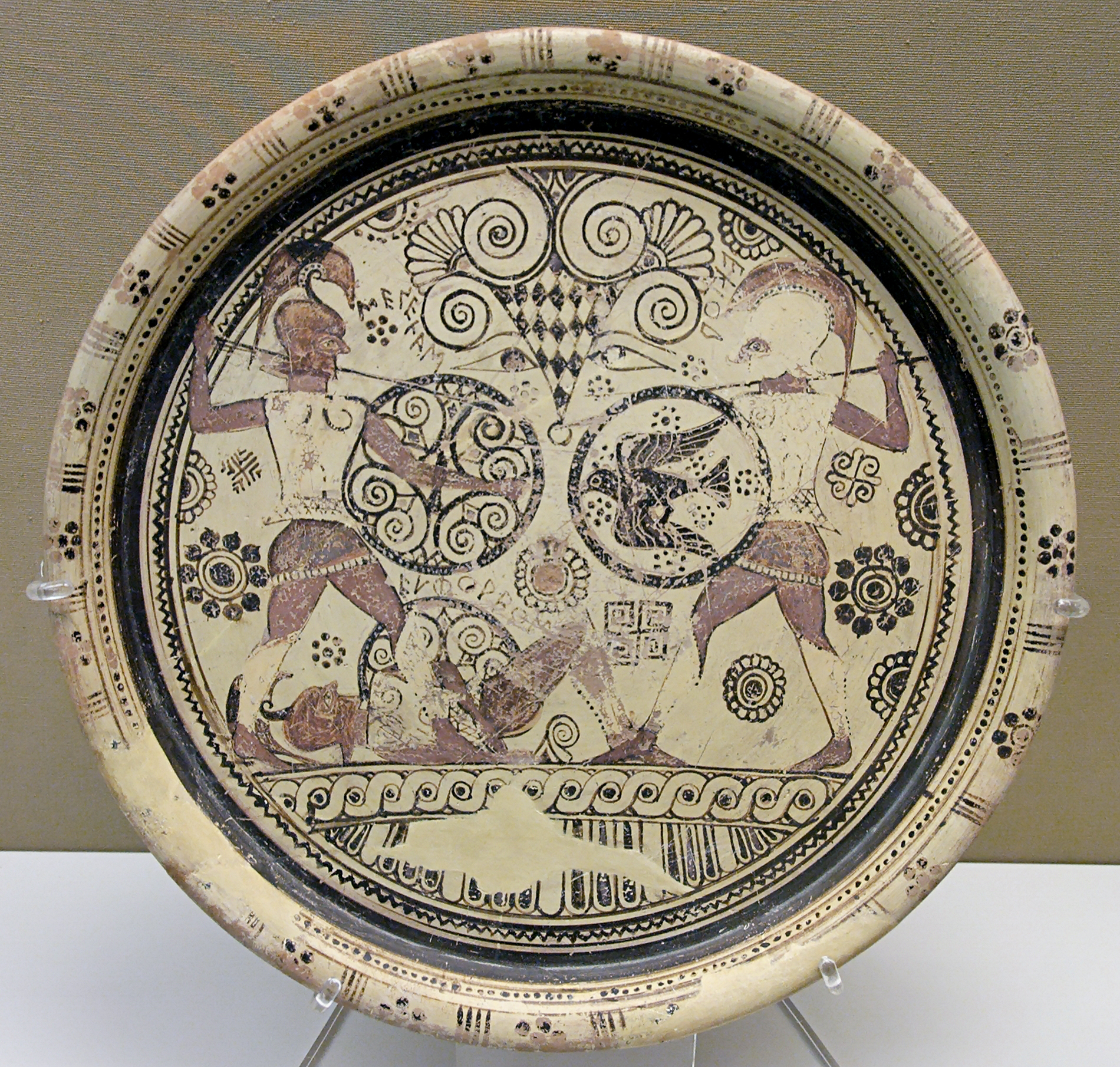
Piatto di Euforbo, British Museum, GR1860.4-4.1.

La produzione di Samo risulta scarsa e destinata prevalentemente all'esportazione; alcuni ritrovamenti ad Efeso possono essere il prodotto locale di una singola ed eccezionale bottega.
Il "gruppo di Nisiro" (primo quarto del VI secolo a.C.), composto prevalentemente da piatti, è una produzione della regione dorica, la parte più a sud della Grecia orientale; qui lo schema ricorrente è dato da un singolo animale (generalmente una sfinge o un cane) realizzato con tecnica a risparmio, tra un pesante ornamento secondario al di sopra di una linea di esergo. Alcuni esemplari con figure umane sono di qualità superiore (il piatto di Euforbo, il piatto della Gorgone e il piatto di Perseo), ma non è chiaro come si inseriscano all'interno del gruppo; appartengono al primo quarto del VI secolo a.C., ma il luogo preciso di origine è sconosciuto; l'ornamento del piatto di Euforbo comprende stilemi di derivazione sia meridionale sia settentrionale.
In Caria l'imitazione del Wild Goat Style  si sostituisce al locale subgeometrico non prima del 600 a.C. assumendo uno stile stabile tra il 575 e il 550 a.C., periodo in cui si nota la compresenza di decorazione derivata dal Wild Goat Style e dalla ceramica di Fikellura. La ceramica orientalizzante della Caria sembra derivare dal medio II della Ionia del sud, ma la figura emergente del Pittore di Bochum, alla metà del VI secolo a.C., sembra allontanarsene.